# Ламбеск (кантон)
Ламбе́ск (фр. Lambesc) — кантон во Франции, находится в регионе Прованс — Альпы — Лазурный Берег, департамент Буш-дю-Рон. Входит в состав округа Экс-ан-Прованс.
Код INSEE кантона — 1312. Всего в кантон Ламбеск входит 6 коммун, из них главной коммуной является Ламбеск.
Население кантона на 2008 год составляло 26 510 человек.

## Коммуны кантона
| Коммуна           | Население, чел. (1999) | Почтовый индекс | Код INSEE |
| ----------------- | ---------------------- | --------------- | --------- |
| Ламбеск           | 7934                   | 13410           | 13050     |
| Ла-Рок-д'Антерон  | 4446                   | 13640           | 13084     |
| Ронь              | 4194                   | 13840           | 13082     |
| Сен-Канна         | 4634                   | 13760           | 13091     |
| Сент-Эстев-Жансон | 302                    | 13610           | 13093     |
| Шарлеваль         | 2080                   | 13350           | 13024     |